# Jenipapo (mancha)
Jenipapo é uma mancha azul-negra nas nádegas ou na cintura tida como indicativa de mestiçagem.
Disso também deriva a expressão fidalgo de jenipapo ironizando com os mulatos ricos do tempo do Império.
A expressão foi usada por Gilberto Freyre no parágrafo que inicia o segundo tomo da obra "Casa-Grande & Senzala", capítulo IV  "O escravo negro na vida sexual e de família do brasileiro":
| “ | "Todo o brasileiro, mesmo o alvo, de cabelo louro, traz na alma, quando não na alma e no corpo - há muita gente de jenipapo ou mancha mongólica pelo Brasil - a sombra, ou pelo menos a pinta, do indígena ou do negro. No litoral, do Maranhão ao Rio Grande do Sul, e em Minas Gerais, principalmente do negro. A influência direta, ou vaga e remota, do africano." | ” |